# Fernando Sousa
Fernando Sousa (Coimbra, 7 dicembre 1981) è un ex cestista portoghese.
Alto 192 cm, giocava come ala piccola.